# 風をつむぐ少年
『風をつむぐ少年』（かぜをつむぐしょうねん、原題はWhirlgig）はポール・フライシュマンによる小説。主人公である高校生ブレントの過失によって失われた少女リーの生命を償うために、13000キロメートルの旅に出る。『パブリッシャーズ・ウィークリー』は本作をフライシュマンの傑作と称している。2000年に第47回産経児童出版文化賞に推薦。2005年に文学座により舞台化された。

## 翻訳
- 片岡しのぶ訳『風をつむぐ少年』あすなろ書房、1999年。ISBN 978-4-7515-1808-3